# Luca Cupido

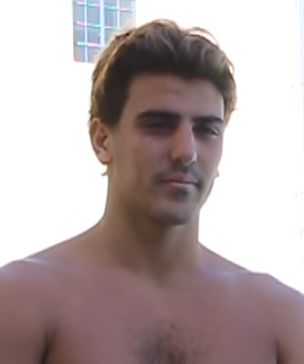
Luca Cupido bei einem Interview (2017)

Luca Cupido (* 9. November 1995 in Genua, Italien) ist ein Wasserballspieler aus den Vereinigten Staaten. Er gewann 2024 die olympische Bronzemedaille. Dreimal siegte er mit dem Team der Vereinigten Staaten bei den Panamerikanischen Spielen.

## Sportliche Karriere
Der in Italien geborene Luca Cupido spielte in der Jugend für Italien Wasserball. 2012 zog er in die Vereinigten Staaten. Er studierte bis 2018 Stadtplanung an der University of California, Berkeley und war in seinen vier Studienjahren Stammspieler bei den Golden Bears, dem Sportteam von Berkeley. 2024 spielte er als Profi in Italien bei CC Ortigia in Syrakus. Cupido hat sowohl die Staatsbürgerschaft der USA als auch die von Italien.
Ab 2014 spielte Cupido in der US-Nationalmannschaft. 2015 bei der Weltmeisterschaft in Kasan erreichte Cupido mit dem Nationalteam den siebten Platz. Insgesamt erzielte er im Laufe des Turniers acht Tore. Bei den Panamerikanischen Spielen 2015 gewann er mit dem US-Team seinen ersten Titel vor den Brasilianern. Cupido warf im Endspiel drei Tore. 2016 bei den Olympischen Spielen in Rio de Janeiro belegte die US-Mannschaft den zehnten Platz. Cupido warf insgesamt vier Turniertore.
2017 belegte das US-Team bei der Weltmeisterschaft in Budapest den 13. Platz. Zwei Jahre später erreichte die Mannschaft den neunten Platz bei der Weltmeisterschaft in Gwangju. Im Finale der Panamerikanischen Spiele 2019 siegte das Team aus den Vereinigten Staaten gegen Kanada. Bei den 2021 ausgetragenen Olympischen Spielen in Tokio unterlag Cupido mit seiner Mannschaft im Viertelfinale den Spaniern mit 8:12. In den Platzierungsspielen erreichte die Mannschaft den sechsten Platz.
2023 bei der Weltmeisterschaft in Fukuoka belegte die Mannschaft aus den Vereinigten Staaten den siebten Platz. Drei Monate später bei den Panamerikanischen Spielen 2023 siegte das US-Team vor den Brasilianern, wobei Cupido im Finale ein Tor warf. 2024 erreichte die US-Mannschaft bei der Weltmeisterschaft 2024 nur den neunten Rang. Bei den Olympischen Spielen in Paris belegte das US-Team den dritten Platz in seiner Vorrundengruppe. Im Viertelfinale gewann das Team im Penaltyschießen gegen die Australier. Nach einem 6:10 im Halbfinale gegen Serbien bezwang die Mannschaft aus den Vereinigten Staaten im Spiel um Bronze die Ungarn im Penaltyschießen, nachdem es am Ende der regulären Spielzeit 8:8 gestanden hatte. Cupido erzielte im Viertelfinale, im Halbfinale und im Spiel um den dritten Platz jeweils einen Treffer.